# 제리 로이스터
제런 케니스 로이스터(영어: Jeron Kennis Royster, 1952년 10월 18일 ~ )는 미국 출신의 전 메이저 리그 베이스볼 선수이자 전 메이저 리그 베이스볼 보스턴 레드삭스의 3루 주루코치이다. KBO 리그 최초의 외국인 감독으로 롯데 자이언츠의 13대 감독이었다.

## 생애

### 선수시절
미국 캘리포니아주 새크라멘토 출신으로 선수 시절의 주 포지션은 3루수로 활약을 했다. 1970년 17세의 나이로 로스앤젤레스 다저스와 입단 계약을 맺고 활동하였고, 1973년 8월 14일 정규 경기에 첫 출전, 1976년 애틀랜타 브레이브스에 이적을 했다. 이후 1985년~1986년에는 샌디에이고 파드리스, 1987년에는 자유 계약 선수로 시카고 화이트삭스에서 활동을 했다. 시즌 도중인 1987년 8월 26일, 당시 35세의 나이였던 그가 시카고 화이트 삭스에서 뉴욕 양키스로 트레이드되었고, 1988년에 친정팀이었던 애틀랜타 브레이브스로 이적한 뒤 그 해 시즌 종료 후 현역에서 은퇴했다.

### 코치·감독 시절
1999년 몬트리올 엑스포스(마이너리그)에서 수비·주루 코치, 2000년~2001년에는 밀워키 브루어스의 타격 코치, 이듬해 2002년에는 밀워키 브루어스에서 1년간 감독을 지냈으나 그 해 밀워키 브루어스는 53승 94패를 기록. 그 해 성적 부진 책임으로 해임되었다.
2003년~2004년에는 로스앤젤레스 다저스 마이너리그 수비 코디네이터를 지냈다. 2007년 시즌 종료 후 스토브리그에 롯데 자이언츠의 감독으로 전격 부임하여 KBO 리그 사상 최초의 외국인 감독이 되었는데 롯데는 1984년 일본인 도이 쇼스케를 최초 외국인 코치로(등록명 도위창) 영입하기도 했다. '노피어(No Fear)'라는 자신감있는 야구를 구사하며 2008년 롯데 자이언츠를 정규리그 3위로 이끌었다. 롯데 자이언츠를 8년만에 포스트 시즌으로 이끈 공로로 2008년 9월 28일 사직 야구장의 마지막 2008시즌 페넌트레이스 홈 경기에 앞서 허남식 부산시장으로부터 명예 부산시민증을 받았다. 제리 로이스터 감독의 지휘하에 롯데 자이언츠는 2008, 2009, 2010년 사상 최초로 3년연속 포스트 시즌에 진출하였다.

## 출신 학교
- 미국 새크라멘토 고등학교(Sacramento High School)

## 경력

### 선수 시절
- 1973년 ~ 1975년 : 로스앤젤레스 다저스
- 1975년 ~ 1984년 : 애틀랜타 브레이브스(트레이드 입단)
- 1985년 ~ 1986년 : 샌디에이고 파드리스(자유계약선수 자격 입단)
- 1987년 : 시카고 화이트 삭스(자유계약선수 자격 입단)
- 1987년 ~ 1988년 : 뉴욕 양키스(트레이드 입단)
- 1988년 : 애틀랜타 브레이브스(방출 후 입단)

### 감독·코치
- 1999년 : 몬트리올 엑스포스 마이너리그 수비/주루 코치
- 2000년 ~ 2001년 : 밀워키 브루어스 코치
- 2002년 : 밀워키 브루어스 감독
- 2003년 ~ 2004년 : 로스앤젤레스 다저스 마이너리그 수비 코디네이터
- 2005년 ~ 2006년 : 라스베가스 51s 감독
- 2008년 ~ 2010년 : 롯데 자이언츠 감독
- 2011년 ~ 2012년 : 보스턴 레드삭스 3루 베이스 코치

## 제리 로이스터 감독 선수 시절 현역 통산 성적
- 1428경기 4208타수 1049안타 40홈런 352타점 189도루 타율 .249

| 연도    | 나이 | 팀  | 게임수 | 타석 | 타수 | 득점 | 안타 | 2루타 | 3루타 | 홈런 | 타점 | 도루 | 도루자 | 4사구 | 삼진 | 타율  | 출루율 | 장타율 | OPS   |
| 1973    | 20   | LAD | 10     | 19   | 19   | 1    | 4    | 0     | 0     | 0    | 2    | 1    | 0      | 0     | 5    | 0.211 | 0.211  | 0.211  | 0.421 |
| 1974    | 21   | LAD | 6      | 0    | 0    | 2    | 0    | 0     | 0     | 0    | 0    | 0    | 0      | 0     | 0    | -     | -      | -      | -     |
| 1975    | 22   | LAD | 13     | 37   | 36   | 2    | 9    | 2     | 1     | 0    | 1    | 1    | 0      | 1     | 3    | 0.250 | 0.270  | 0.361  | 0.631 |
| 1976    | 23   | ATL | 149    | 605  | 533  | 65   | 132  | 13    | 1     | 5    | 45   | 24   | 13     | 52    | 53   | 0.248 | 0.313  | 0.304  | 0.617 |
| 1977    | 24   | ATL | 140    | 491  | 445  | 64   | 96   | 10    | 2     | 6    | 28   | 28   | 10     | 38    | 67   | 0.216 | 0.278  | 0.288  | 0.566 |
| 1978    | 25   | ATL | 140    | 600  | 529  | 67   | 137  | 17    | 8     | 2    | 35   | 27   | 17     | 56    | 49   | 0.259 | 0.331  | 0.333  | 0.664 |
| 1979    | 26   | ATL | 154    | 676  | 601  | 103  | 164  | 25    | 6     | 3    | 51   | 35   | 8      | 62    | 59   | 0.273 | 0.337  | 0.349  | 0.687 |
| 1980    | 27   | ATL | 123    | 435  | 392  | 42   | 95   | 17    | 5     | 1    | 20   | 22   | 13     | 37    | 48   | 0.242 | 0.309  | 0.319  | 0.627 |
| 1981    | 28   | ATL | 64     | 105  | 93   | 13   | 19   | 4     | 1     | 0    | 9    | 7    | 5      | 7     | 14   | 0.204 | 0.257  | 0.269  | 0.526 |
| 1982    | 29   | ATL | 108    | 293  | 261  | 43   | 77   | 13    | 2     | 2    | 25   | 14   | 6      | 22    | 36   | 0.295 | 0.351  | 0.383  | 0.734 |
| 1983    | 30   | ATL | 91     | 303  | 268  | 32   | 63   | 10    | 3     | 3    | 30   | 11   | 7      | 28    | 35   | 0.235 | 0.305  | 0.328  | 0.634 |
| 1984    | 31   | ATL | 81     | 247  | 227  | 22   | 47   | 13    | 2     | 1    | 21   | 6    | 4      | 15    | 41   | 0.207 | 0.257  | 0.295  | 0.552 |
| 1985    | 32   | SD  | 90     | 287  | 249  | 31   | 70   | 13    | 2     | 5    | 31   | 6    | 5      | 32    | 31   | 0.281 | 0.363  | 0.410  | 0.772 |
| 1986    | 33   | SD  | 118    | 298  | 257  | 31   | 66   | 12    | 0     | 5    | 26   | 3    | 5      | 32    | 45   | 0.257 | 0.336  | 0.362  | 0.697 |
| 1987    | 34   | CHW | 55     | 178  | 154  | 25   | 37   | 11    | 0     | 7    | 23   | 2    | 1      | 19    | 28   | 0.240 | 0.324  | 0.448  | 0.772 |
| 1987    | 34   | NYY | 18     | 47   | 42   | 1    | 15   | 2     | 0     | 0    | 4    | 2    | 1      | 4     | 4    | 0.357 | 0.413  | 0.405  | 0.818 |
| 1988    | 35   | ATL | 68     | 111  | 102  | 8    | 18   | 3     | 0     | 0    | 1    | 0    | 0      | 6     | 16   | 0.176 | 0.222  | 0.206  | 0.428 |
| 16 시즌 | -    | -   | 1428   | 4732 | 4208 | 552  | 1049 | 165   | 33    | 40   | 352  | 189  | 95     | 411   | 534  | 0.249 | 0.315  | 0.333  | 0.648 |

## 같이 보기
- 신격호
- 신동빈
- 롯데그룹
- 지바 롯데 마린스
- 바비 밸런타인(Bobby Valentine)
- 강민호